# SLC52A2
SLC52A2 (англ. Solute carrier family 52 member 2) – білок, який кодується однойменним геном, розташованим у людей на 8-й хромосомі. Довжина поліпептидного ланцюга білка становить 445 амінокислот, а молекулярна маса — 45 777.
| 10         |  | 20         |  | 30         |  | 40         |  | 50         |
| ---------- |  | ---------- |  | ---------- |  | ---------- |  | ---------- |
| MAAPTPARPV |  | LTHLLVALFG |  | MGSWAAVNGI |  | WVELPVVVKE |  | LPEGWSLPSY |
| VSVLVALGNL |  | GLLVVTLWRR |  | LAPGKDEQVP |  | IRVVQVLGMV |  | GTALLASLWH |
| HVAPVAGQLH |  | SVAFLALAFV |  | LALACCASNV |  | TFLPFLSHLP |  | PRFLRSFFLG |
| QGLSALLPCV |  | LALVQGVGRL |  | ECPPAPINGT |  | PGPPLDFLER |  | FPASTFFWAL |
| TALLVASAAA |  | FQGLLLLLPP |  | PPSVPTGELG |  | SGLQVGAPGA |  | EEEVEESSPL |
| QEPPSQAAGT |  | TPGPDPKAYQ |  | LLSARSACLL |  | GLLAATNALT |  | NGVLPAVQSF |
| SCLPYGRLAY |  | HLAVVLGSAA |  | NPLACFLAMG |  | VLCRSLAGLG |  | GLSLLGVFCG |
| GYLMALAVLS |  | PCPPLVGTSA |  | GVVLVVLSWV |  | LCLGVFSYVK |  | VAASSLLHGG |
| GRPALLAAGV |  | AIQVGSLLGA |  | VAMFPPTSIY |  | HVFHSRKDCA |  | DPCDS      |

A: Аланін

C: Цистеїн

D: Аспарагінова кислота

E: Глутамінова кислота

F: Фенілаланін

G: Гліцин

H: Гістидин

I: Ізолейцин

K: Лізин

L: Лейцин

M: Метіонін

N: Аспарагін

P: Пролін

Q: Глутамін

R: Аргінін

S: Серин

T: Треонін

V: Валін

W: Триптофан

Кодований геном білок за функціями належить до рецепторів клітини-хазяїна для входу вірусу, рецепторів. 
Задіяний у такому біологічному процесі, як транспорт. 
Локалізований у клітинній мембрані, мембрані.